# Maurandella
Genre
Classification APG III (2009)
Maurandella est un genre de végétaux de la famille des Scrophulariaceae selon la classification classique de Cronquist (1981) et de la famille des Plantaginaceae selon la plus récente classification APG III (2009).

## Liste d'espèces
Selon Catalogue of Life (15 oct. 2012), ITIS (15 oct. 2012) et NCBI (15 oct. 2012), ce genre ne contient qu'une seule espèce : 
- Maurandella antirrhiniflora (Humb. & Bonpl. ex Willd.) Rothm.